# 蒂珀卡努縣 (印第安纳州)
蒂珀卡努縣（英語：Tippecanoe County）是美國印第安納州西北部的一個縣。面積1,303平方公里。根據美國2010年人口普查，共有人口172,780人。縣治與最大城市為拉法葉（Lafayette），另有一城市西拉法葉與拉法葉隔河相望。
蒂珀卡努縣成立於1826年3月1日。縣名是邁阿密語Kith-tip-pe-ca-nauk或Ke-tap-e-kon-nong，意思是「布法劳鱼渔人之地」。此縣較有名的景點或歷史事件包括位於西拉法葉的普渡大學、1811年的蒂珀卡努战役、以及目前位於拉法葉市中心的蒂珀卡努縣法院。

## 歷史
蒂珀卡努縣最早的居民為印地安人，約西元前8000年抵達此地，並曾經屬於密西西比文化的一部分。十五世紀法國人到訪後，開始了歐洲與印地安人交易的歷史。1717年，在現今西拉法葉南邊河岸建立了一座威亞特農堡（Fort Ouiatenon），嘗試控制從伊利湖到密西西比河的美國土著的交易路線。1761年以前威亞特農堡的印地安交易尚且和平，但之後法國印第安戰爭改寫了區域歷史，使得1791年威亞特農堡被徹底廢棄，直到二十世紀初期，才又重新整修與世人見面。
1811年11月7日發生於蒂珀卡努縣中北部巴特爾格朗德的蒂珀卡努战役，是美國軍隊與當地印第安部落之間的戰爭，戰爭結果以美國胜利告終，自此印第安人移居美國西部山區，包括蒂珀卡努縣在內的整個印第安那地區轉由以白人為主的美國政府控制。1816年，納入美國第19個州印第安那州。1825年五月，拉法葉創立。1826年三月一日，蒂珀卡努縣正式成立，並由前一年成立的拉法葉為其縣治。1869年，普渡大學創立。1888年，原先在沃巴什河西岸的昌西鎮投票改名為西拉法葉，並逐漸發展成為一獨立城市，普渡大學的校址也在二十世紀由原先的拉法葉改成了西拉法葉。

## 行政區劃

### 城市（City）
- 拉法葉
- 西拉法葉

### 鎮（Town）
- 巴特爾格朗德
- 克拉克斯山
- 代頓
- 奧特拜因
- 夏德蘭

### 鎮區（Townships）

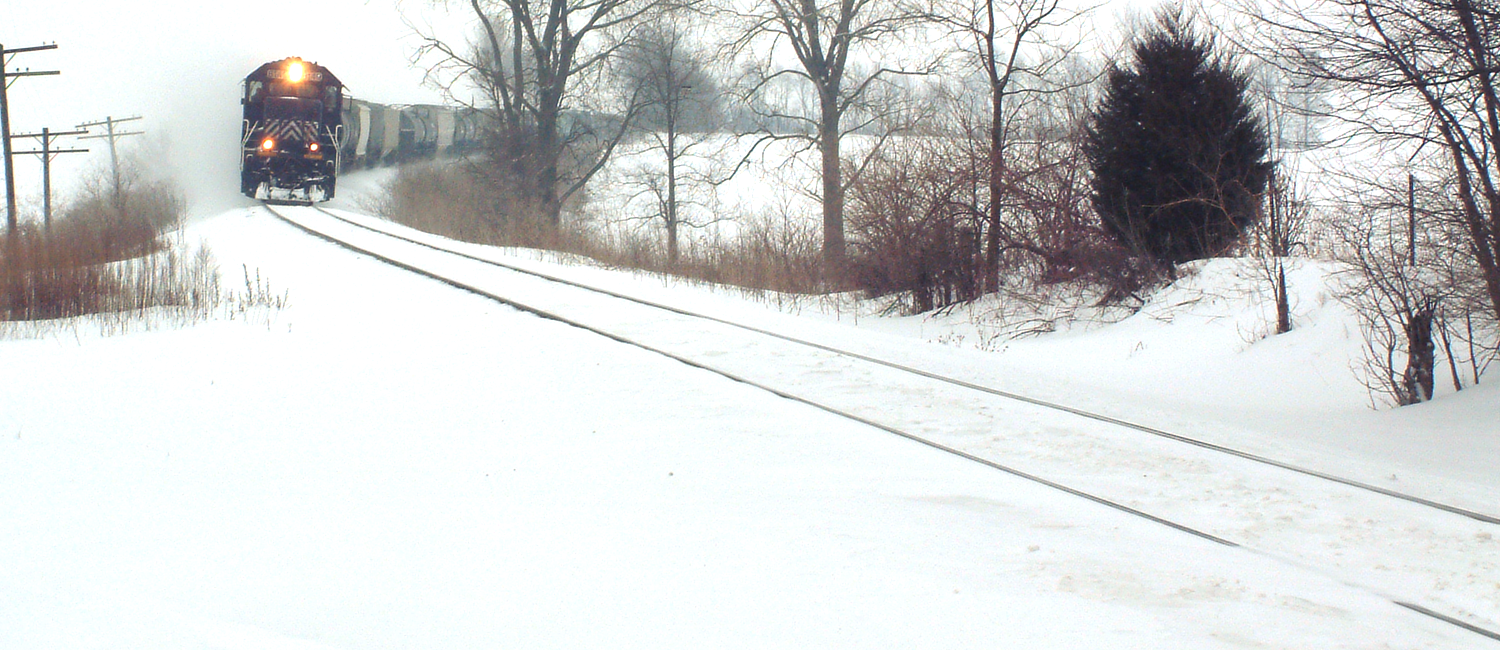
A freight train approaches the town of South Raub on the border of Randolph and Wea Townships.

- 費爾菲爾德鎮區
- 傑克遜鎮區
- 勞拉米鎮區
- 佩里鎮區
- 蘭道夫鎮區
- 謝菲爾德鎮區
- 謝爾比鎮區
- 蒂珀卡努鎮區
- 尤尼昂鎮區
- 沃巴什鎮區
- 華盛頓鎮區
- 韋恩鎮區
- 韋阿鎮區

## 交通

### 機場
- 普度大學機場：目前沒有商業航班。2024暑假已开放少量商业航班往返芝加哥。

### 公路
- 州際公路I-65，連接芝加哥近郊與印第安納波利斯的主要道路。
- 美國國道US 52，連接芝加哥近郊與印第安納波利斯。
- 美國國道US 231，連接芝加哥近郊與肯塔基州，亦為市區西側南北向重要連外道路。
- 印第安納州州道SR 25，連接華沙 (印第安納州)與印第安納州州道SR 32的南北向道路，亦為美國國道US 24至拉法葉的聯絡道路，該段道路為美國國道規格。
- 印第安納州州道SR 26，連接普度大學與科科莫的主要道路。往西可連接伊利諾州9號州道，往東可連接俄亥俄州119號州道。在西拉法葉，這條路命名為State St.，亦為市中心及普度大學東西向重要連外道路。
- 印第安納州州道SR 28，蒂珀卡努縣南部東西向主要道路。
- 印第安納州州道SR 38，連接拉法葉與美國國道US 421的主要道路。在拉法葉，這條路命名為Main St，亦為市中心與市區南郊的主要聯絡道路。
- 印第安納州州道SR 43，往北可銜接美國國道US 421，可續行前往密歇根城。在西拉法葉，這條路命名為River Rd.，亦為市區東側南北向重要連外道路，州際公路I-65於西拉法葉的交流道與此路交會。
- 印第安納州州道SR 225，為印第安納州州道SR 25與印第安納州州道SR 43之間的聯絡道。
- Sagamore Parkway，為西拉法葉北部與拉法葉主要道路，原隸屬美國國道US 52。
- Northwestern Avenue ，為西拉法葉南北向主要道路，連接Sagamore Parkway與普度大學。原隸屬美國國道US 231。

### 鐵路
- Amtrak：位於拉法葉。
  - 印第安納州號：提供來回芝加哥與印第安納波利斯的每日班次。
  - 紅雀號：來回芝加哥與紐約之間的每週固定班次。透過鐵路可由拉法葉直達紐約、費城、巴爾的摩、華盛頓特區、辛辛那提、印第安納波利斯、芝加哥等大城市，或於芝加哥轉乘至其他各州。

### 市內大眾運輸與聯外客運
- CityBus：提供拉法葉與西拉法葉地區市內公共運輸服務。可利用此大眾運輸服務至拉法葉轉乘Amtrak火車或長程客運灰狗巴士，前往芝加哥、印第安納波利斯、辛辛那提、亞特蘭大、紐約等大城市。[2]
- Express Air Coach：提供前往芝加哥歐哈爾國際機場的機場快捷巴士。[3]
- Reindeer Shuttle：提供前往印第安納波利斯國際機場與芝加哥歐哈爾國際機場的機場快捷巴士。[4]
- Lafayette Limo： 提供前往印第安納波利斯國際機場與芝加哥歐哈爾國際機場的機場快捷巴士。[5]

## 人口
| 调查年                                                          | 人口    | 备注  | %±    |
| --------------------------------------------------------------- | ------- | ----- | ----- |
| 1830                                                            | 7,187   |       | —     |
| 1840                                                            | 13,724  |       | 91.0% |
| 1850                                                            | 19,377  |       | 41.2% |
| 1860                                                            | 25,726  |       | 32.8% |
| 1870                                                            | 33,515  |       | 30.3% |
| 1880                                                            | 35,966  |       | 7.3%  |
| 1890                                                            | 35,078  |       | −2.5% |
| 1900                                                            | 38,659  |       | 10.2% |
| 1910                                                            | 40,063  |       | 3.6%  |
| 1920                                                            | 42,813  |       | 6.9%  |
| 1930                                                            | 47,535  |       | 11.0% |
| 1940                                                            | 51,020  |       | 7.3%  |
| 1950                                                            | 74,473  |       | 46.0% |
| 1960                                                            | 89,122  |       | 19.7% |
| 1970                                                            | 109,378 |       | 22.7% |
| 1980                                                            | 121,702 |       | 11.3% |
| 1990                                                            | 130,598 |       | 7.3%  |
| 2000                                                            | 148,955 |       | 14.1% |
| 2010                                                            | 172,780 |       | 16.0% |
| 2017年估计                                                      | 190,587 | [ 6 ] | 10.3% |
| U.S. Decennial Census 1790-19601900-1990 1990-20002010-20132017 |         |       |       |

根據2010年人口普查，蒂珀卡努縣有172,780位居民、65,532住戶和37,003個家庭。
其人口密度為每平方英里345.7個居民，房屋密度為每平方英里71,096個房屋。
蒂柏卡努縣的人口組成為84.0%的白人、6.2%亞洲人、4.0%黑人、0.3%美國原住民、3.3%其他種族與2.2%混血兒組成。其中西語裔人口約占7.5%。論及白人祖先來源，27.5%是德國人、13.9%是愛爾蘭人、10.8%是英國人、6.1%是美國人。
在65,532個住戶中，有28.50%擁有一個或以上的兒童（18歲以下），42.4%為夫妻，9.8%為單親家庭，43.5%為非家庭，29.2%為獨居。平均每戶有2.42人，平均每個家庭有3.02人，平均歲數為27.7歲。
蒂柏卡努縣的住戶收入中位數為$47,697，而家庭收入中位數則為$60,367。男性的收入中位數為$45,018，而女性的收入中位數則為$31,995。蒂柏卡努縣的人均收入為$22,203。約10.3%家庭和20.0%人口在貧窮線以下。